# パラノーマル作用素
数学の、特に作用素論の分野におけるパラノーマル作用素（パラノーマルさようそ、英: paranormal operator）とは、正規作用素のある一般化である。より正確に言うと、ある複素ヒルベルト空間 H 上の有界線型作用素 T がパラノーマルであるとは、
{\displaystyle \|T^{2}x\|\geq \|Tx\|^{2}\,}
を H 内のすべての単位ベクトル x に対して満たすことを言う。
パラノーマル作用素の類は1960年代に V. Istratescu によって導入されたが、「パラノーマル」という語はおそらく古田によるものである。
すべてのハイポノーマル作用素（特に、部分正規作用素、準正規作用素および正規作用素）はパラノーマルである。作用素 T がパラノーマルであるなら、Tn もパラノーマルである。一方 ハルモスは、作用素 T がハイポノーマルであっても T2 がハイポノーマルとならない例を見つけた。したがって、すべてのパラノーマル作用素がハイポノーマルということにはならない。
コンパクトなパラノーマル作用素は、正規作用素である。